# Megaphonia pratti
Megaphonia pratti är en skalbaggsart som beskrevs av Oliver Erichson Janson 1905. Megaphonia pratti ingår i släktet Megaphonia och familjen Cetoniidae. Inga underarter finns listade i Catalogue of Life.